# Yamamoto Yusuke
Yamamoto Yusuke (kanji: 山本裕典, sinh 1988) là một nam diễn viên, người mẫu người Nhật Bản được đào tạo bởi công ty Ever Green Entertainment.

## Phim truyền hình
- Yamada kun to 7 nin no Majo (Fuji TV, 2013) - Ryu Yamada
- Last Cinderella (Fuji TV, 2013, tập 6-7) - Masaomi
- Aji Ichimonme 2013 (TV Asahi, 2013) - Shintaro Adachi
- Apoyan (TBS, 2013) - Hisao Edamoto
- Unfair: Double Meaning ~ Yes or No? (Fuji TV, 2013) - Manabu Ozone
- GTO SP (Fuji TV, 2013) - Toshiyuki Saejima
- GTO (Fuji TV, 2012) - Toshiyuki Saejima
- Mou Ichido Kimi ni, Propose (TBS, 2012) - Yuki Tanimura
- Nankyoku Tairiku (TBS, 2011) - Natsuo Inuzuka
- Ouran High School Host Club (TBS, 2011) - Tamaki Suou
- Ninkyo Helper SP (Fuji TV, 2011) - Reiji Izumi
- Aji Ichimonme SP (TV Asahi, 2011) - Shintaro Adachi
- Tumbling (TBS, 2010) - Wataru Azuma
- Sotsu Uta (Fuji TV, 2010, câu chuyện thứ 3) - Miki Yasuki
- Rinne no Ame (Fuji TV, 2010) - Kouhei Mikami
- Shaken BABY! (Fuji TV, 2010) - Odagaki Hiroshi
- Ninkyo Helper (Fuji TV, 2009) - Reiji Izumi
- Atashinchi no Danshi (Fuji TV, 2009) - Masaru Okura
- RESCUE (TBS, 2009) - Masashi Fudo
- Hanazakari no Kimitachi e SP (Fuji TV, 2008) - Kayashima Taiki
- Odaiba Tantei Shuchishin Hexagon Satsujin Jiken (Fuji TV, 2008, guest)
- Taiyo to Umi no Kyoshitsu (Fuji TV, 2008) - Kawabe Eiji
- Puzzle (TV Asahi, 2008) - Imamura Shinichi
- Iryu 2 (Fuji TV, 2007, tập 2-3) - Nishizawa Eita
- Hanazakari no Kimitachi e (Fuji TV, 2007) - Kayashima Taiki
- My Fair Boy! (TBS, 2007)
- Oniyome Nikki 2 (Fuji TV, 2007)
- Puzzle (TV Asahi, 2007)
- Himitsu no Hanazono (Fuji TV, 2007) - Tachikawa Takumi
- Kamen Rider Kabuto (TV Asahi, 2006) - Kamishiro Tsurugi / Kamen Rider Sasword

## Phim điện ảnh
- Return (2013) - Uno
- Kodomo Keisatsu (2013) - Enamel (adult)
- Sadako 3D 2 (2013) - Kiyoshi Kashiwada
- Sadako 3D (2012) - Kiyoshi Kashiwada
- Ouran High School Host Club (2012) - Tamaki Suou
- Nintama Rantaro (2011) - Yoshiro Suzutakano
- Paradise Kiss (2011) - Hiroyuki Tokumori
- Kinako: Minarai keisatsuken no monogatari (2010) - Wataru Tashiro
- Oarai ni mo hoshi wa furu nari (2009)
- MW (2009) - Mizobata
- Rookies (2009) - Shoji Akahoshi
- Handsome Suits (2008) - Yuki Osawa
- Wanna be FREE! Tokyo Girl (2006)
- Kamen Rider Kabuto: God Speed Love (2006) - Kamishiro Tsurugi / Kamen Rider Sasword

## Giải thưởng
- Giải Ăn Ảnh trong JUNNO Super Star Contest Runner 2005